# Ahkiyyini
Ahkiyyini era uma espécie de esqueleto dançante na mitologia inuíte, responsável pelos naufrágios nos mares. Sua dança fazia com que as águas ondulassem, influenciando o movimento dos barcos. Ahkiyyini tocava música usando ossos de braços humanos para bater em um xilofone feito de escápulas.